# Jay Feaster
Harry Jay Feaster, född 30 juli 1962, är en amerikansk befattningshavare som var senast general manager för den kanadensiska ishockeyorganisationen Calgary Flames i National Hockey League mellan 2010 och 2013.
Han tog juristexamen vid Georgetown University samt tog kandidatexamen vid Susquehanna University.
1988 började Feaster sin karriär med en anställning på advokatfirman McNees, Wallace & Nurick och där hans område var sportmarknaden. Hans första uppdrag var att representera Hershey Entertainment and Resorts Company (HE&R) och deras ishockeyorganisation Hershey Bears i AHL. HE&R blev imponerade av hans kunskaper så de valde att anställa honom som assistent åt sin dåvarande president i Hershey Bears. 1990 blev han utsedd till organisationens general manager och var där fram till 1998. Året före så vann Hershey Bears Calder Cup och Feaster blev utnämnd till AHL:s bästa general manager.
1998 blev han erbjuden ett jobb som NHL–organisationen Tampa Bay Lightning:s assisterande general manager, där han fick ta hand om den juridiska delen som till exempel kontraktsskrivningar. I februari 2002 blev han befordrad som general manager åt Lightning och samma år så kunde laget vinna sin division, året efter så vann de först divisionen och sen Eastern Conference och där det avslutades med att vinna Stanley Cup–finalserien mot Calgary Flames med 4–3 i matcher och därmed bärgade de sin första Stanley Cup i organisationens historia. Feaster blev kvar i Lightning fram till 2008, när han avgick efter en maktkamp med Lightning:s nya ägarduo och management.
Under julimånad 2010 fick Feaster ett jobberbjudande från Calgary Flames om att agera assisterande general manager åt deras dåvarande general manager Darryl Sutter, den positionen höll han bara några månader tills Sutter fick lämna Flames i december på grund av för dåliga resultat. Feaster utsågs som tillfällig general manager tills ett beslut om en ersättare skulle tas. Flames ägarbolag meddelade den 16 maj 2011 att man avbryter sitt sökande efter en permanent ersättare till Sutter och man hade valt istället att utse Feaster som Flames permanenta general manager.
Den 12 december 2013 fick Feaster sparken från Flames.